# Лойхтенберг
Лойхтенберг (на немски: Leuchtenberg) е община (Markt) в Горен Пфалц, Бавария, Германия, с 1172 жители (2015).
За пръв път е споменат в документи през 1124 г. е родина на ландграфовете на Лойхтенберг. През 1646 г. имат титлата Херцог на Лойхтенберг.
- Църквата Св. Маргарета
- Замък Лойхтенберг